# Electrogramma transformatum
Electrogramma transformatum (лат.) — ископаемый вид сетчатокрылых насекомых, единственный в составе рода Electrogramma из семейства Kalligrammatidae (Neuroptera). Бирманский янтарь (99 млн лет, Мьянма, Юго-Восточная Азия).

## Этимология
Родовое название Electrogramma представляет собой сочетание латинского «electrum-» («янтарь») и «-gramma» (традиционный суффикс родовых названий в Kalligrammatidae), в связи с обнаружением в янтаре. Видовой эпитет E. transformatum происходит от латинского «transformatum» («искаженный»), имея в виду его искаженное и закрученное костальное пространство крыла.

## Описание
Длина задних крыльев 36,6 мм; длина тела 7,6 мм; длина антенн 2,8 мм. Заднее крыло яйцевидное с округлым дистальным краем; плотные поперечные жилки по всему крылу; нигма и глазное пятно отсутствуют; костальные поперечные жилки расположены длинным градационным рядом; субкостальные жилки в основном простые без вилки; жилки ScP и RA слиты дистально; RP с девятью первичными ветвями; жилка MA простая; MP пектинально разветвленная около середины, MP по крайней мере с шестью ветвями; CuA пектинально разветвленная дистально; CuP глубоко пектинально разветвленная; AA1 глубоко дихотомически разветвленная; AA2 вероятно вильчатая с двумя ветвями. Род Electrogramma значительно отличается от других каллиграмматид из бирманского янтаря по следующим признакам: жилки ScP и RA слиты дистально в переднем крыле; костальное пространство с многочисленными поперечными бороздками; многочисленные ряды ячеек в основании CuP и AA. Поэтому род не отнесён ни к одному из подсемейств каллиграмматид и рассматривается в статусе incertae sedis.